# Scioberetia australis
Scioberetia australis is een tweekleppigensoort uit de familie van de Galeommatidae. De wetenschappelijke naam van de soort is voor het eerst geldig gepubliceerd in 1895 door F. Bernard.